# 트리플래닛
트리플래닛(Tree Planet)은 세상 모든 사람이 나무를 심을 수 있는 방법을 만드는 소셜 벤처이다. 개인 또는 그룹의 신청을 받아 숲을 조성하는 ‘크라우드펀딩 서비스’를 운영하고 있으며, ‘중국 사막화 방지숲’, ‘세월호 기억의 숲’, ‘네팔 지진 피해 지역 복구를 위한 커피나무 농장’ 등 다양한 환경적, 사회적 가치가 있는 숲을 조성하고 있다. 또한, ‘소녀시대숲’, ‘김수현숲’ 등 전 세계 한류스타의 팬들이 숲을 만드는 스타숲 프로젝트를 통해 80여 개의 스타숲이 조성되었다.
2018년부터는 게임이나 멀리 있는 숲이 아닌 내 옆에 반려나무를 입양하면 숲이 필요한 곳에 나무를 심어주는, 강원도 산불피해 복구 숲, 미세먼지 방지 숲, 멸종위기종 보호 숲, 서울시 3천만 그루나무 심기, 개발도상국 자립형 커피나무 숲 등 캠페인을 진행하고 있다. 미세먼지에 취약한 아동, 어린이를 위한 초등학교 실내 교실숲을 조성하고 있다.
```
트리플래닛은 2019년 9월까지 전 세계 12개국 116개 숲에 80만 그루의 나무를 심었다.
```

## 창립과 발전
세계적으로 매년 약 1,300만 ha(영국 본토 면적)의 열대림 파괴와 숲 손실로 인한 생태계 문제, 도심의 대기오염 문제가 극심화 되고 있다. 나무를 심는 것이 환경 문제의 근본적인 해결 방법임을 많은 사람이 알고 있지만, 실제로 개인이 숲을 만들 수 있는 방법은 극히 제한적이다. 이에 트리플래닛은 소중한 사람, 잊지 못할 순간, 기억해야 할 사건 등 특별한 이야기를 숲과 함께 심음으로써 환경적 효과뿐만 아니라 숲이 자라면서 그 이야기도 영원히 기억되는 가치를 제공한다.
 트리플래닛은 2010년 스마트폰 나무 심기 게임 사업으로 시작하여 크라우드펀딩으로 사업을 확장하였으며, 2016년 기준으로, 크라우드펀딩을 통해 심은 나무에서 지속적인 부가가치를 창출할 수 있는 크라우드파밍 사업과 숲 속 휴양문화 컨텐츠를 만드는 사업으로 발전하고 있다.

-2010년, UN 사막화방지협약 공식 앱 (트리플래닛1) 출시

-2013년, 레드닷 디자인 어워드 본상 

-2013년, 전 세계 6번째로 UN 사막화방지협약 비즈니스 옵저버 선정
-2013년, 국내 두 번째로 글로벌 사회적 기업 B-Corporation 인증

-2014년, IF디자인 어워드 최고상

-2015년, ‘세월호 기억의 숲’ 등 추모숲 프로젝트 시작 

-2016년 3월, 전 세계 12개국, 116개 숲, 총 55만 그루 나무 식재 
-2016년 4월 9일 '세월호 기억의 숲' 완공식 진행 

## 미션과 성과
미션

"세상 모든 사람들이 숲을 만들 수 있는 방법을 만듭니다."

트리플래닛은 누구나 각자의 이야기를 담은 숲을 만들 수 있는 방법을 제공하고 있으며, 더 나아가 사회적·환경적 문제를 숲으로 해결하기 위해 노력하고 있다.
성과
- 트리플래닛 게임

사용자가 게임에서 가상의 나무를 심으면 실제로 나무를 심어주는 방법으로, 안드로이드, IOS, 주니어 네이버, 페이스북 게임 등 다양한 플랫폼에서 게임이 출시되었다. 2015년 말까지 ‘Tree Planet 1, 2, 3’ 모바일 게임 시리즈를 통해 국내외 100만 명 이상이 43만 그루의 나무를 심었다. 현재는 미국 게임 스튜디오 Zig Zag Zoom과 함께 글로벌 버전의 나무 심기 게임 ‘TREE STORY’를 운영하고 있다.

-'한화 태양의 숲' 사막화 방지 프로젝트: 사용자가 나무 심기 게임 앱 ‘트리플래닛’으로 아기나무를 키우면 한화 그룹이 사막화 지역에 나무를 심어주는 프로젝트로, 2012년부터 5년간 진행하고 있다. 몽골 토진나르쓰 사막 지역에 23만 그루의 소나무를, 중국 닝샤 자치구 마오쓰 사막에 20만 그루의 사막 버드나무를 심었다.

- 스타숲

스타숲은 팬들이 고가의 명품 선물 대신 크라우드펀딩을 통해 스타의 이름으로 숲을 조성하는 기부문화로 주목받고 있다. 트리플래닛은 2012년 2NE1숲을 시작으로 2016년 2월까지 한국, 중국, 캄보디아 등 다양한 국가에 동방신기숲, 소녀시대숲, EXO숲 등 스타의 이름으로 80여 개의 숲을 조성하였다. 스타숲 프로젝트 전체 참여자의 약 40%는 중국, 프랑스, 멕시코 등 해외 참여자로, 최근에는 K-POP 스타뿐만 아니라 중화권과 할리우드 스타의 숲 조성 프로젝트가 진행되고 있다.

-DMZ 비틀즈 폴 매카트니 평화의 숲: 비틀즈 폴 매카트니의 첫 내한 공연을 기념하여, 폴 매카트니와 팬들이 함께 DMZ 지역에 스타숲을 조성하였다. 이 숲은 평화를 기원하는 공연을 DMZ에서 하고 싶다는 폴 매카트니의 염원을 반영하여 평화의 숲이라 명명하였다.

- Forest In Peace

트리플래닛은 ‘세월호 기억의 숲’을 시작으로, 제2 연평해전의 영웅들을 위한 ‘연평해전 영웅의 숲’, 일본군 ‘위안부’ 피해자들을 기리는 ‘소녀들을 기억하는 숲’ 등 다양한 사회적 문제들을 영원히 기억하고 추모하는 의미의 숲을 조성하고 있다. 이러한 추모숲 조성 프로젝트에는 약 4,000여 명이 참여하여 총 3.3억 원 이상이 펀딩되었다.

-오드리헵번 가족과 함께한 '세월호 기억의 숲': 세월호 참사 1주기를 기리며 오드리 헵번의 첫째 아들인 션 헵번의 제안으로 시작된 이 프로젝트는 4.16가족위원회, 진도군의 협조를 받아 대국민 크라우드펀딩 프로젝트로 진행되었다. 3,000명 이상이 참여하여 2.1억 원 이상이 펀딩되었으며, 숲은 진도 백동 무궁화 동산에 조성되었다.
- Make Your Farm

트리플래닛은 크라우드펀딩을 통해 아프리카, 캄보디아 등 저개발국가에 과실수 41,000주를 심어 3,000가구 2만여 주민들의 기아 해소 및 가계 소득 창출에 이바지한 바 있다. Make Your Farm 프로젝트는 기존의 방법에서 한 단계 발전한 형태로, 농장 조성에 참여한 사람들은 농장에서 수확한 과실을 펀딩 리워드로 받으며, 과실 판매 수익의 일부는 농장에 재투자되어 참여자와 지역사회 모두가 혜택을 받을 수 있다.

-네팔 지진 피해 지역 복구를 위한 커피나무 농장: 트리플래닛의 Make Your Farm 프로젝트는 사회적 가치와 지속가능성을 인정받아 2016년 기준으로 한국국제협력단(KOICA)과 함께 지진 피해로 무너진 네팔 커피나무 농장을 복구하고, 커피 판매 수익으로 농장에 재투자하는‘네팔 커피나무 농장 조성사업’을 진행 중이다.
- Dear My Sunshine

기업, 단체 등의 숲을 조성해오던 트리플래닛에 가족이나 개인의 숲 조성 요청이 들어오면서 생겨난 숲 조성 브랜드이다. 포항의 산불 피해지역에 결혼 기념 숲을 조성한 신혼 부부의 프로젝트를 시작으로, 탄생축하, 가족사랑, 프로포즈 등 다양한 목적의 숲이 조성되고 있다. 숲 조성 신청자의 목적에 따라 도시 공원 또는 휴양림, 치유림, 자연보호림 등이 대상지로 선정되며, 숲 관리 및 관광과 연관된 지자체, 기관, 기업 등과 협력하여 숲을 조성한 고객에게 다양한 혜택을 제공하고 있다.